# Hozelock Group
Hozelock Group Limited (Ltd) est une entreprise britannique spécialisée dans la conception et la fabrication de matériel en plastique à destination du jardinage. Son siège social est situé à Sutton Coldfield, près de Birmingham en Angleterre. Depuis 2012, c'est une filiale d'Exel Industries. Son concurrent direct est l'allemand Gardena.

## Historique
Initialement Hozelock a été fondée par Sydney Codling (1919-?) en 1959 sur un terrain d'aviation près du village de Haddenham. Son objectif était de commercialiser le raccord autobloquant en plastique pour tuyaux d'arrosage - en anglais Hoze-Lock - qu'il avait conçu et revendre du matériel de jardinage et d'agriculture.  
Le fils de Sydney, David Codling, prend la direction générale après que l'entreprise soit passée en 1990 sous le contrôle de CVC Capital Partners dans le cadre d'un rachat de 24 millions de livres sterling par le conglomérat Ropner. Pour ce faire, CVC Capital Partners s'était allié avec ses rivaux Cinven, Legal & General Ventures et la division de capital-risque de Prudential. Cette alliance permit ainsi l'entrée en bourse de Hozelock en 1993. CVC s'assure le contrôle total de Hozelock en 1999 pour 85 millions de livres sterling après une succession d'étés humides et de turbulences boursières ayant considérablement fait chûter le cours de l'action, divisant sa valeur par deux. 
En 2009, après deux tentatives infructueuses de revendre de l'entreprise en 2007 et 2009 pour 100 millions de livres sterling, David Codling se retire en tant que président exécutif en 2009. Steve Hall lui succéde. Le repositionnement européen et la communication de la marque sont confiés à l'agence Haines McGregor. La stratégie porte ses fruits et permet la revente au Holding français  Exel Industries en octobre 2012 pour 200 millions de livres sterling, Le dirigieant devient alors Yves Belegaud, directeur général du groupe Exel. 

## Composition du groupe
Le groupe est composé des sociétés suivantes:
- Hozelock, matériel de jardinage,
- Hozelock Exel, produits d’arrosage et de pulvérisation,
- Tricoflex, tuyaux,
- Berthoud, pulvérisateurs,
- Tecnoma, pulvérisateurs professionnels.